# Rhynchocephala hildebrandti
Rhynchocephala hildebrandti är en skalbaggsart som beskrevs av Leon Fairmaire 1883. Rhynchocephala hildebrandti ingår i släktet Rhynchocephala och familjen Cetoniidae. Inga underarter finns listade i Catalogue of Life.